# Valeri Assapov
Valeri Grigorievich Assapov (en russe : Валерий Григорьевич Асапов), né le 1er janvier 1966 à Kalinino, dans l'oblast de Kirov en Union soviétique, et mort le 23 septembre 2017 à Deir ez-Zor en Syrie, est un général russe.

## Biographie
Valeri Assapov combat pendant la première guerre de Tchétchénie, avant d'être chef adjoint d'un bataillon de parachutistes en Abkhazie.
Il prend également part à la guerre du Donbass. Selon Igor Strelkov, Valeri Assapov est lors ce conflit « chef du premier corps de la milice du peuple » de la république populaire de Donetsk.
Pendant la guerre civile syrienne, Valeri Assapov est chef d'état-major des forces russes déployées en Syrie. Il est ensuite détaché pour prendre le commandement du 5e corps des forces armées syriennes. Ce 5e corps est formé en novembre 2016 avec l'appui de la Russie, il est composé entièrement de volontaires équipés et conseillés par les Russes,.
Le 23 septembre 2017, Valeri Assapov est tué près de Deir ez-Zor par un obus de mortier tiré par des djihadistes de l'État islamique,. Il est enterré le 27 septembre au cimetière militaire fédéral, près de Moscou.